# 貴婦人の和約

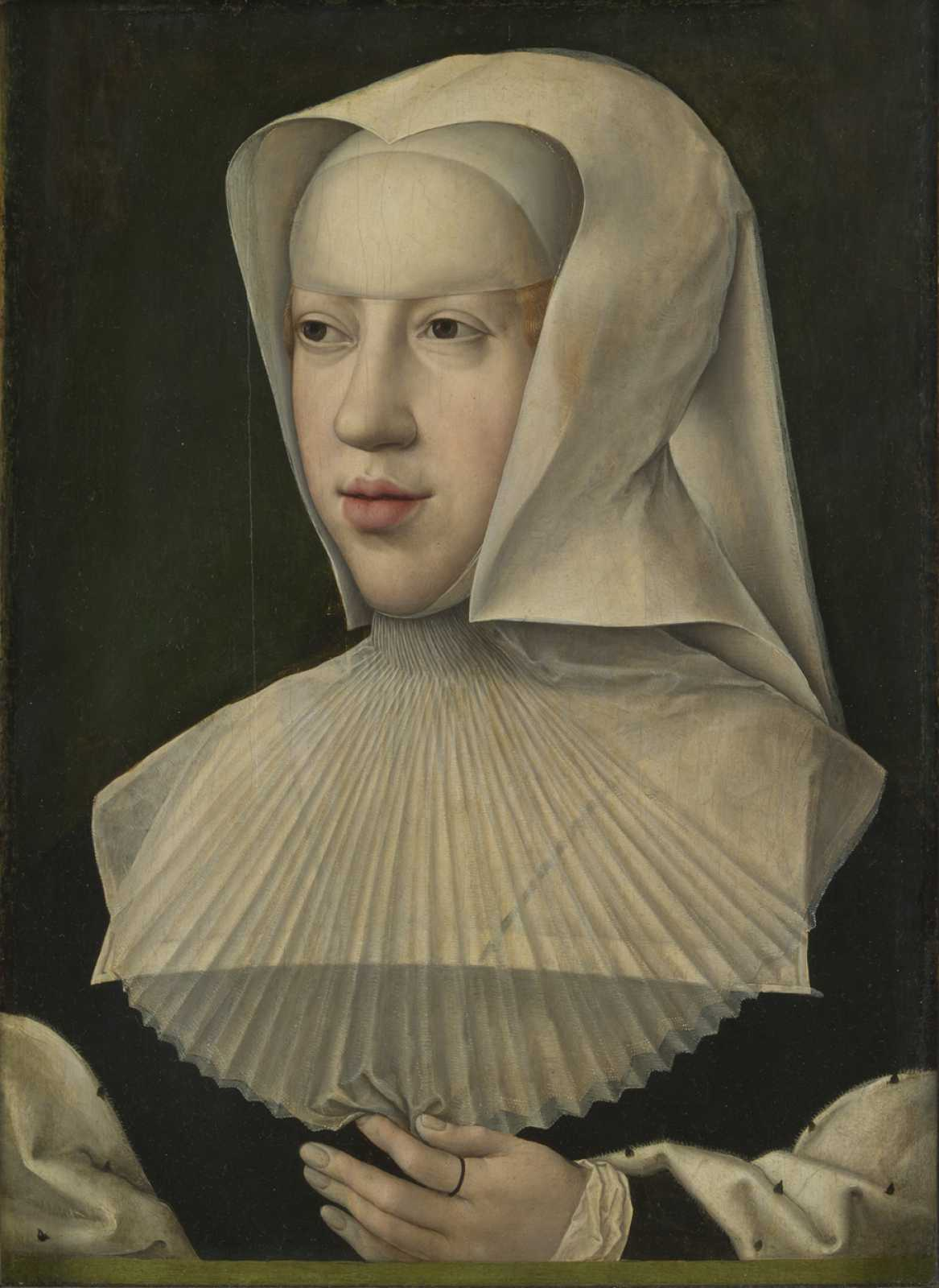
ネーデルラント総督マルグリット

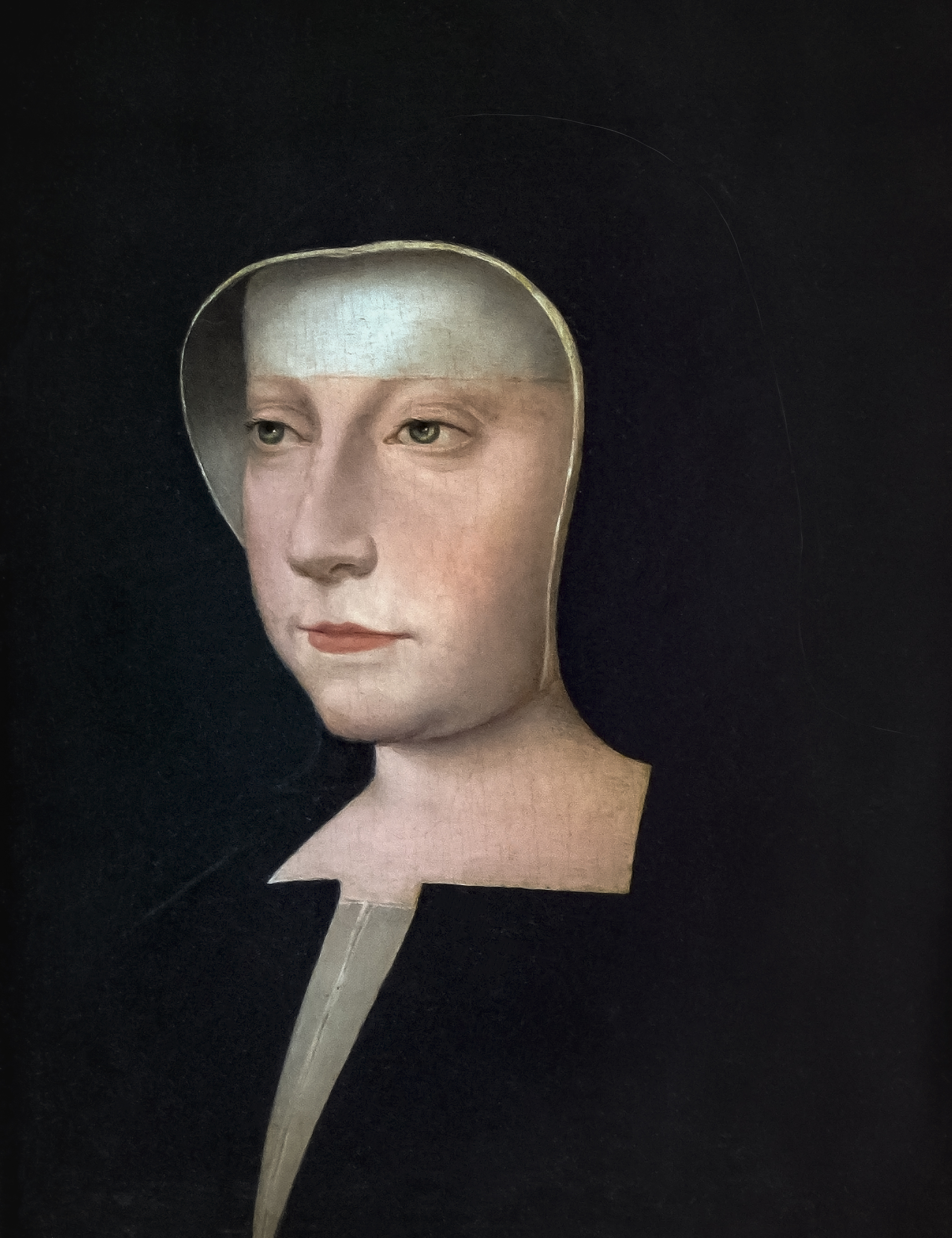
フランス王母 ルイーズ

貴婦人の和約（きふじんのわやく、仏：Paix des Dames；独:Damenfriede）は、1529年8月3日に神聖ローマ皇帝（ハプスブルク君主国およびスペイン）とフランスとの間で結ばれた、イタリア戦争の一環であるコニャック同盟戦争を終結させるための講和条約。カンブレーの和約（仏：Paix de Cambrai；独：Friede von Cambrai）とも呼ばれる。

## 概要
戦争の当事者ではなくその女性親族が交渉に当たり、条約を締結させたことからこの呼び名がある。すなわち「貴婦人」とは、神聖ローマ皇帝カール5世の叔母のネーデルラント総督マルグリット大公女と、フランス国王フランソワ1世の母ルイーズ・ド・サヴォワを指している。犬猿の仲の当事者同士が顔を合わせようとしなかったため、彼らの母と叔母が代わりにカンブレーでの直接交渉に出向く事態となった。マルグリットはルイーズの弟のサヴォイア公フィリベルト2世の未亡人だったため2人は義姉妹だったが、交渉の場では激しい応酬を繰り広げた。
結ばれた条約では、ハプスブルク家のイタリアにおける優位が決定づけられた。内容は1526年のマドリード条約をほぼ踏襲する形となっていた。フランス王はイタリアの諸地方（ジェノヴァ共和国、ミラノ公国、ナポリ王国）に対する相続請求、並びにフランドル、アルトワ、トゥルネーの宗主権を放棄した。ミラノ公国とナポリ王国はカール5世の統治下に置かれることになった。この他、フランスはカール5世がイングランドから提供された戦争のための借金を肩代わりすること、フランス王室が没収したブルボン大元帥の財産を正当な相続人に返還し、大元帥の支持者たちに対する監禁を解くことなどが決まった。
フランス側の利益となる取り決めもなされた。カール5世の政府の監視下に置かれてマドリードで人質生活を送っていたフランソワ1世の2人の息子、フランソワとアンリが、200万エキュの身代金と引き換えに解放された。また1477年以降、フランスが領有していたブルゴーニュ公領に関しては、カール5世側が相続請求権を放棄してフランスの領有権を認めることになった。